# Jadzia Dax
Jadzia Dax (dʒædˈziːə_ˈdæks), interpretada per Terry Farrell, és un personatge de ficció de la sèrie de televisió de ciència-ficció Star Trek: Deep Space Nine.
Jadzia Dax és una trill. Tot i que sembla una dona jove, Jadzia viu en simbiosi amb una criatura longeva, coneguda com a simbiont, anomenada Dax; Jadzia és la vuitena amfitriona de Dax. Els dos comparteixen una sola ment conscient, i la seva personalitat és una barreja de les característiques tant de l'amfitrió com del simbiont. Com a tal, Jadzia té accés a totes les habilitats i records dels set amfitrions anteriors del simbiont. Abans de la unió simbiòtica, Jadzia va obtenir títols acadèmics en exobiologia, zoologia, astrofísica i exoarqueologia.
Jadzia Dax és la directora científica de l'estació espacial Espai Profund 9 i és amiga íntima del comandant de l'estació Benjamin Sisko. Més tard a la sèrie, s'involucra amb el personatge klíngon Worf, i es casen durant la sisena temporada de la sèrie. Al final de la sisena temporada, Jadzia mor però el simbiont Dax sobreviu, i a l'estrena de la setena temporada torna amb un nou amfitrió Ezri Dax, interpretat per Nicole de Boer.

## Desenvolupament

### Maquillatge
A l'hora de seleccionar els personatges de "Deep Space Nine", l'equip de producció sabia que tindrien humans, bajorans i un canviant; per a altres personatges, volien triar "una espècie que ja s'havia establert" a "Star Trek: La nova generació". Van decidir un trill, com es veu en la forma d'Odan a l'episodi de "TNG" "L'hoste".
Tot i que les alteracions de Michael Westmore per fer que el tocat d'Odan fos més femení eren tan bones com tota la seva feina, als guionistes simplement no els va agradar. Pel que sembla, després que ella es posés l'aparell de front d'Odan, Rick Berman va mirar a Terry Farrell i li va dir a Westmore: "Què li has fet al cap? Abans era guapa?" En lloc de canviar d'espècie, com ja els havia agradat la idea d'un "vell", una persona amb segles d'experiència per guiar Sisko, Westmore va suggerir "donar-li taques com vam donar a Famke [Janssen]", que va interpretar una kriosiana a TNG: "La parella perfecta". Aquest maquillatge es va utilitzar a tots els trill posteriorment, i comprenia línies de taques fosques que van des de les temples i baixen pels dos costats del cap, el coll i el cos.

### Caracterització
Quan va començar la sèrie, els guionistes van tenir dificultats per definir el personatge de Dax. Michael Piller va explicar: "Tenir un yrill semblava una idea molt, molt bona en aquell moment, però va ser el personatge més difícil de definir per a nosaltres. Jadzia Dax se'ns va escapar. Al principi pensàvem que seria etèria, una mena de deessa Grace Kelly/Audrey Hepburn, i finalment crec que Ira Steven Behr ho va descobrir de debò, probablement no fins a la segona temporada, quan realment la va convertir en una gata vella, xerraire i bromista". El 2014, Farrell va admetre que inicialment va trobar el personatge frustrant. "Els guionistes no sabien què fer amb el personatge que van crear", dient que li van demanar que retratés el personatge com una barreja entre Grace Kelly i Yoda. També la va molestar una escena escrita on Dax xafardejava sobre qui sortia amb qui a l'emissora, preguntant-se "Per què a una persona de 350 anys li importaria amb qui surts?" Piller va explicar: "Com més hem escrit sobre ella, més descobrim que no és el que sembla. Que sota aquest exterior plàcid, hi ha totes aquestes diverses personalitats per les quals ha passat que estan en crisi i hi ha molt conflicte intern. Saps que totes les veus que sentim dins nostre estan formades per diferents subpersonalitats; bé... Els ha fet cridar a tots de diverses maneres diferents."
Ira Behr va parlar més sobre el personatge, anunciant que l'havien canviat intencionadament al principi de la sèrie. Va dir: "Vam canviar la Dax al segon any. Originalment, havia de ser el personatge de Spock, el vell mussol savi, el vell savi. I llavors ens vam adonar que podia ser la que està disposada a sortir i donar una pallissa a tothom, i sortir i tenir una aventura i divertir-se, i ser una mica enginyosa i voluble. I això va resultar ser genial. Quan vam trobar aquesta part del personatge, simplement vam seguir endavant."
En una entrevista amb Terry Farrell el 2002 sobre interpretar Dax, va dir: "Era un personatge que havia viscut set vides, havia estat un home i una dona. Abans d'entrar i conèixer tothom, em vaig sentir una mica intimidafs per això, vaig pensar 'Oh, Déu meu, necessito conèixer-los perquè em diguin el que necessito saber'". I quan vaig arribar aquí i vaig parlar amb tothom, no ho sabien gaire. Jo tenia 28 anys i volien que fos més sàvia que la meva edat, que tingués la fisicalitat d'una persona de 28 anys, però que tingués una persona sàvia de 350 anys dins meu. Van intentar trobar el que volien ajustant-me aquí i allà, i crec que el que realment va passar va ser rendir-se al fet que tot era nou per a aquesta Dax, Jadzia Dax, aquesta experiència de les set vides, i Michael Piller va prendre la decisió que estava intentant acceptar totes aquestes entitats, tots aquests records que eren dins d'ella. I crec que això em va ajudar molt com a actriu a intentar assimilar la feina, punt, i en molts sentits, em va fer sentir una mica perduda i incòmoda com a Terry, cosa que es va interpretar com a Jadzia, així que estava bé que a poc a poc ella se sentís més còmoda, jo també, i quan van decidir fer-me una mica més entremaliada a la segona o tercera temporada, em vaig sentir molt més còmoda amb els diàlegs i la... altres actors, i la meva manca d'experiència teatral. I quan vaig haver de començar a fer seqüències d'acció i treballar amb Michael Dorn, em vaig sentir molt més còmoda. Tenia la meva pròpia veu."
Quan li van preguntar com li agradaria que es recordés a Jadzia Dax, Terry Farrell va dir: "sàviament entremaliada".

### Idees rebutjades
Després de la confirmació de la marxa de Farrell i els plans per matar el personatge, Michael Piller va voler afegir unes línies a "Star Trek: Insurrection" (que encara estava en desenvolupament) reconeixent la mort de Jadzia i l'impacte que va tenir en Worf. Rick Berman finalment ho va anul·lar, argumentant que això confondria els membres del públic del cinema que no seguien la sèrie regularment.
Al principi de la temporada de "Star Trek: Deep Space Nine", Michael McGreevey va proposar una història als guionistes que mostrava Jadzia i Bashir enamorant-se. McGreevey va comentar: "Era una història d'amor, un concepte simple. No sé per què no ho volien fer. El simbiont dins de Dax emmalalteix, fent-la emmalaltir, i el Dr. Bashir els ha de separar per tractar el simbiont. Arribaríem a veure la personalitat de Jadzia, que per descomptat és diferent de Dax. Bashir s'enamora d'ella, i ella també sent res per ell, però el més important a la vida és unir-se al simbiont. Bashir s'adona que l'única manera de salvar el simbiont és tornar-lo a posar dins de Jadzia, i així perdre la noia que estima".

## Natura unida
Jadzia Dax és una trill unida. "Jadzia" és el nom de la jove Trill, mentre que "Dax" es refereix a un simbiont semblant a una llimac que resideix al seu abdomen; el cognom real de Jadzia mai es va revelar a la sèrie. A les novel·les, es diu que el seu nom original és Jadzia Idaris. Mentre que Jadzia té 28 anys al principi de la sèrie, la criatura Dax té aproximadament 300 anys, havent estat allotjada anteriorment per set altres rrills. Com a resultat, Dax pot ser considerat el company de tripulació més gran d'Espai Profund 9, a la que fou adscrita el 2369.
Abans de Jadzia, el simbiont Dax havia estat allotjat per Lela, Tobin, Emony, Audrid, Torias, Joran i Curzon, mort el 2367.
La càrrega de records de set vides no sempre és positiva; diversos episodis de "Deep Space Nine" se centren en la lluita de Dax amb la seva doble naturalesa: 
- A l'episodi de la primera temporada "Dax", l'anterior presentador Curzon Dax és acusat d'assassinat. Això porta a una audiència d'extradició per determinar si Jadzia pot ser considerada responsable de crims comesos durant una altra vida. Mentre que la qüestió moral continua sense resposta, la qüestió legal es resol quan sorgeixen proves de la innocència de Curzon.
- A l'episodi de la segona temporada "Invasive Procedures", un trill no unit anomenat Verad intenta robar el simbiont Dax. Verad està molest perquè la seva sol·licitud d'unió ha estat rebutjada per la Comissió de Simbiosi Trill, i planeja robar el simbiont Dax i escapar al Quadrant Gamma. Aconsegueix treure el simbiont Dax de Jadzia i unir-s'hi parcialment abans que la seva fugida es frustri.
- Més tard aquella temporada, Dax fa de mentor d'un iniciat trill a l'episodi "Playing God". Dax és responsable d'entrenar el jove trill i d'avaluar la seva idoneïtat per unir-s'hi. Durant l'episodi, Jadzia i Sisko parlen del seu propi entrenament amb Curzon Dax, així com del paper que juga la seva unió a la societat Trill.
- A l'episodi de la tercera temporada "Equilibrium" (any 2371), Dax comença a experimentar problemes mentals inquietants. Torna a Trill per descobrir l'origen dels problemes. Mentre rep tractament, visita una xarxa de cavernes on assistents de Trill no units cuiden simbionts que no s'han implantat en hostes. Finalment, s'assabenta que el simbiont Dax s'havia unit prèviament a Joran Belar, un candidat a hoste psicològicament inestable que més tard va cometre un assassinat. Els seus records de la vida i el crim de Joran van ser suprimits, però els seus problemes mentals desapareixen un cop es recupera i s'hi enfronta.
- Més tard aquella mateixa temporada, a l'episodi "Facets", Jadzia es troba amb cadascun dels hostes anteriors de Dax en el "ritu de tancament" de Trill, inclòs el boig Joran. Aquest episodi revela gran part de la història del personatge de Dax i explora la relació entre Jadzia Dax, Curzon Dax i Benjamin Sisko.
- A l'episodi de la quarta temporada "Rejoined", Jadzia Dax es troba amb Lenara Kahn, l'actual amfitriona del simbiont Kahn, que anteriorment havia estat unida a Nilani Kahn, l'esposa de Torias Dax. Com que Torias va morir sobtadament, la relació de Dax amb Kahn a través del seu anterior amfitrió mai es va resoldre, i els dos amfitrions actuals lluiten en l'episodi amb els seus sentiments mutus. Això es complica per un tabú a la cultura Trill contra les relacions romàntiques amb parelles d'amfitrions anteriors.

## Representació
Al principi de la sèrie, Jadzia s'havia unit recentment al simbiont Dax després de la mort natural de l'anterior amfitrió, Curzon Dax. Curzon havia estat amic i mentor del comandant d'estació Benjamin Sisko, i com a Jadzia Dax, continuen aquesta amistat malgrat el canvi de circumstàncies. Al llarg de la sèrie, Sisko es refereix a Jadzia Dax amb el sobrenom afectuós de "vell amic", i ella, al seu torn, sovint s'adreça a ell pel seu nom en lloc del seu rang o "senyor". Comença la sèrie amb el rang de tinent; al començament de la quarta temporada, es converteix en tinent comandant i el mantéfins a la seva mort al final de la sisena temporada.
Durant les primeres temporades, Jadzia Dax és perseguida romànticament pel Dr. Julian Bashir. Dax el rebutja constantment però educadament, tot i que més tard admet que va gaudir d'una mica de l'atenció (cf. "Starship Down"). Després de la mort de Jadzia, el nou portador de Dax Ezri comença a sortir amb Bashir.
Durant la primera temporada de la sèrie, Jadzia Dax sovint es retrata com una mica reservada i distant. A l'episodi de principis de la segona temporada "The Siege", se sent incòmoda a les cavernes plenes d'aranyes d'una lluna Bajor, i més tard es desorienta pel pilotatge imprudent d'un caça estel·lar bajorà per part de Kira. La representació del personatge per part dels guionistes comença a canviar a la segona temporada, ja que emfatitzen l'entusiasme per la vida i el seu ampli coneixement d'altres cultures de Jadzia Dax:
- L'episodi de la segona temporada "Rules of Acquisition" comença amb una escena en què Jadzia Dax juga a tongo amb un grup de ferengi. Sorprenentment, sembla que se sent a gust en aquest entorn, ignorant amb calma les seves propostes sexistes i mostrant una habilitat considerable en el joc. Més tard a l'episodi, comenta que els ferengi són una de les races més interessants que ha conegut.
- Més tard aquella temporada, Jadzia Dax s'uneix a un grup de klingons en una missió de venjança ("Blood Oath"). En aquest episodi, es revela que Curzon Dax va ser un diplomàtic de la Federació a l'Imperi Klíngon i que va fer un jurament de sang contra "l'Albino" amb els klíngons Kang, Koloth i Kor. Jadzia accepta el jurament de sang i, en contra dels desitjos de Sisko, viatja al planeta dels Albinos i participa en l'assassinat per venjança de l'Albino i els seus sequaços.
- La connexió de Jadzia Dax amb la cultura klingon es va tornar cada cop més important a mesura que avançava la sèrie, especialment després de l'arribada de Worf a la quarta temporada. A l'episodi "The Sword of Kahless", Dax s'uneix a Worf i Kor en la recerca de l'artefacte klíngon titular. A "Sons of Mogh", s'adona i posteriorment avisa el capità Sisko de l'intent de Worf de matar el seu germà Kurn, i a "Soldiers of the Empire", ella i Worf emprenen una missió tensa a bord d'una nau klingon. Jadzia Dax finalment es casa amb Worf i s'hi uneix com a membre de la Casa Klíngon de Martok.

## Sexualitat
Els guionistes de Deep Space Nine havien insinuat anteriorment una possible relació entre persones del mateix sexe a l'episodi de la primera temporada "Dax", quan Jadzia Dax s'acomiada d'Enina Tandro, una antiga amant de l'anterior portador masculí de Dax, Curzon. La primera presa de l'escena va resultar en una situació en què no estava clar si Dax i Enina estaven a punt de besar-se. En aquell moment es va decidir que era inapropiat, tot i que els guionistes esperaven que arribés un moment en què els espectadors acceptessin aquesta relació. Aquest tema finalment es va materialitzar a "Rejoined".
L'episodi "Rejoined", en què Jadzia es retroba amb l'esposa d'un antic presentador del simbiont Dax, presenta un dels primers petons televisats entre dos personatges femenins. Terry Farrell estava content amb la trama, dient que tenia sentit que Dax tingués aquest problema perquè el simbiont havia estat tant en hostes masculins com femenins, i afegint: "El gènere no era el problema. Per al cuc/simbiont, era una qüestió de l'ésser en què estava encarnat." Estava contenta de poder "defensar" la comunitat LGBT.
L'agost de 2019, Terry Farrell va dir que considerava Jadzia com a pansexual.

## Interessos romàntics
En un primer moment, Jadzia Dax va ser perseguida pel Dr. Julian Bashir a bord de l'estació. El propietari del bar ferengi, Quark, també sent un afecte especial pel científic Trill, fins i tot després que el simbiont Dax fos transferit a Ezri. Tanmateix, els seus pretendents més notables i seriosos inclouen:
- Deral, interpretat per Brett Cullen, resident del planeta Meridian ("Meridian")
- Dra. Lenara Kahn, interpretada per Susanna Thompson, física quàntica teòrica de Trill i actual amfitriona del simbiont Kahn, que anteriorment estava unit a Nilani, la vídua de Torias Dax ("Rejoined").
- Tinent comandant Worf, un klíngon: Dax i Worf es van connectar pel seu amor mutu per les tradicions klíngon, incloent-hi l'òpera i les arts marcials klíngon. La seva relació íntima va començar a "Looking for par'Mach in All the Wrong Places", i a "You Are Cordially Invited...", es van casar i Jadzia Dax es va unir formalment a la Casa de Martok. Els seus intents de paternitat (malgrat les dificultats a què s'enfronten les incompatibilitats biològiques entre klíngons i trills) es van truncar quan Jadzia Dax va ser assassinada.
- El capità Boday, un antic amant invisible de Jadzia, es fa referència ocasionalment. Boday és un gallamita i, com tots els gallamites, té una calavera transparent. Worf s'enfada amb Jadzia quan s'assabenta que ha dinat amb Boday.

### Relació amb Worf
A la quarta temporada, Michael Dorn es va unir al repartiment de "Deep Space Nine" com el personatge klíngon Worf. Potser a causa de les seves interaccions passades amb klíngons, Dax és força coqueta amb Worf. Al principi sembla que no s'adona d'aquesta atenció, i a l'episodi de la cinquena temporada "Looking for par'Mach in All the Wrong Places", s'enamora d'una klíngon anomenada Grilka. Això es resol al final de l'episodi, amb Quark guanyant-se irònicament el cor de Grilka, i Worf iniciant una relació romàntica amb Dax.
Al principi, la seva relació és molt sexual, amb la forta implicació que les seves trobades són una mica dures (l'episodi anterior acaba amb Worf i Dax visitant la infermeria amb diversos blaus i altres lesions). Al final de la cinquena temporada  "Call to Arms", l'estació és envaïda per les forces del Domini, i Dax i Worf són assignats a diferents naus espacials per a la Guerra del Domini. Cap al final de l'episodi, acorden casar-se després que acabi la guerra. El matrimoni de Worf i Dax és la peça central de l'episodi de la sisena temporada "You Are Cordially Invited...". Durant l'episodi, Dax ha d'obtenir permís de la dama Sirella per unir-se a la Casa de Martok. Al principi, Dax és reticent a mostrar a Sirella el respecte que es mereix, i la dama no està disposada a accedir a la petició de Dax. La situació es resol amb la conclusió, amb Sirella admetent durant la cerimònia que res no pot interposar-se entre "el batec de dos cors klingon".

## Mort
Jadzia és assassinada a "Tears of the Prophets", el final de la sisena temporada. Worf i ella havien decidit intentar concebre, malgrat els dubtes del Dr. Bashir que aquest embaràs fos possible. Després que la major Kira li digui a Jadzia que ha estat pregant per una concepció, Jadzia rep resultats encoratjadors de les proves de Julian, dient que la modificació enzimàtica li permetria quedar-se embarassada del fill de Worf. Mentre la Federació lidera un atac a Cardàssia amb el "Defiant", Jadzia roman a l'estació per alguna raó poc clara. Jadzia va al temple bajorà de l'estació per agrair als Profetes les bones notícies del seu possible embaràs. El Dukat cardassià es transporta al temple, posseït per un Pah-wraith, quan Jadzia és allà i allibera el seu poder, ferint mortalment Jadzia. Dukat obre un Orbe, un dels artefactes donats pels Profetes al poble bajorà; el Pah-wraith hi entra, el forat de cuc es tanca, bloquejant l'accés als Profetes. Jadzia mor poc després a la infermeria. Sisko, devastat per la seva mort juntament amb el vincle trencat amb els Profetes, abandona l'estació desesperat i a la recerca de respostes.
Tot i que l'amfitriona Jadzia és morta, el simbiont Dax sobreviu i és extret i enviat a Trill per ser implantat en un nou hoste. Durant el viatge, Dax és implantat ràpidament en un Trill anomenat Ezri Tigan. El resultant Trill, Ezri Dax, esdevé un personatge principal durant la setena i última temporada de la sèrie. Worf plora durant molt de temps la Jadzia, creient que, com que no va morir en batalla, no es tornaran a trobar a Sto-vo-kor. Lidera una perillosa missió contra el Domini en nom seu, per aconseguir la seva entrada a l'altra vida klíngon.

## Recepció
El 2016, Screen Rant va classificar Jadzia Dax com el 19è millor personatge de Star Trek en general. El 2018, TheWrap va situar Jadzia Dax com el 26è de 39 en un rànquing dels personatges principals de la franquícia Star Trek abans de Star Trek: Discovery.
El 2017, CBR va classificar Jadzia Dax com el 13è personatge femení més ferotge de l'univers Star Trek.
El 2018, CBR va classificar Jadzia com el 18è millor personatge de la Flota Estel·lar de Star Trek.
El 2019, Jadzia va ser classificada com el 12è personatge més sexy de Star Trek per Syfy. Escrivint per a Syfy el 2020, Laura Dale va qualificar Jadzia com "una al·legoria trans de ciència-ficció primerenca tractada amb respecte".

## Anàlisi
S'ha argumentat que Jadzia Dax, i tots els Trills en general, es conceptualitzen de manera similar als individus gènere trans.